# Phyllozelus
Phyllozelus is een geslacht van rechtvleugeligen uit de familie sabelsprinkhanen (Tettigoniidae). De wetenschappelijke naam van dit geslacht is voor het eerst geldig gepubliceerd in 1892 door Redtenbacher.

## Soorten
Het geslacht Phyllozelus omvat de volgende soorten:
- Phyllozelus productus Walker, 1870
- Phyllozelus abbotti Hebard, 1922
- Phyllozelus caeruleus Beier, 1954
- Phyllozelus dolichostylus Xia & Liu, 1991
- Phyllozelus genicularis Pictet & Saussure, 1892
- Phyllozelus infumatus Brunner von Wattenwyl, 1893
- Phyllozelus siccus Walker, 1869